# 沢井正棋
沢井 正棋（さわい まさき、1983年12月14日 - ）は、大阪府出身の俳優。株式会社アウルム所属。
かつては今井事務所に所属していた。2015年4月1日より同事務所に所属していた渡辺哲、福士誠治と共に株式会社アウルムへ移籍。

## 出演

### 映画
- 彼ん家（2004年）
- 海にいます（2004年）
- パッション・the・境地（2004年）
- 人足たち（2004年）
- SHORT HOPE〜ささやかな願い〜（2006年）
- 青いうた〜のど自慢 青春編〜（2006年） - 西川
- 地下鉄に乗って（2006年）
- SIGHZANCE SHORT FILMS PARTY VOL．2（2009年）
- 東京公園（2011年）
- なごやの喫茶店（2014年）

### テレビドラマ
- 東京少女 日向千歩（2009年）
- つばさ（2009年）
- 浅見光彦シリーズ 33（2008年） - 落合刑事
- 土曜ワイド劇場
  - 温泉 (秘) 大作戦 8（2009年） - 三枝孝太
  - 東京駅お忘れ物預り所 6（2013年）
  - ヤメ検の女 4（2013年）
  - タクシードライバーの推理日誌 37（2015年） - 田辺信也郎
- 臨場 続章（2010年） - 柏木
- いじわるばあさん2（2010年）
- TRICK 新作スペシャル2（2010年）
- 味いちもんめ（2011年）
- SMOKING GUN〜決定的証拠〜（2014年）
- Dr.倫太郎（2015年）
- ドクターX〜外科医・大門未知子〜（2016年） - 青島太郎
- 初恋の悪魔 第1話（2022年7月16日、日本テレビ）[2]

### 舞台
- 破片1.5（2005年）
- ロープ（2006年）
- VACANCY NO VACANCY（2007年）
- 二人の女（2008年）
- クリフパーティー（2008年）
- ザブザブ波止場（2008年）
- 若葉の季節の物語（2009年）
- ユエナキ子（2009年）
- カフェ アオギリスタン（2010年）
- 動物園（2010年）
- ハイエナ（2013年）
- 夜食の時間（2014年）
- ドブ恋4（2015年）
- 窒息（2015年）
- もとの黙阿弥（2015年）

### テレビアニメ
- 闇芝居（2018年 - 2022年）[3]
- ビジネスフィッシュ（2019年）
- それだけがネック（2020年） - 猫丸[4]